# Burragorang
Burragorang – zbiornik retencyjny w Australii, położony we wschodnio-centralnej części stanu Nowa Południowa Walia. Zajmuje powierzchnię około 88 km², a jego pojemność wynosi 2 092 000 000 m³. Powstało w 1960 roku w wyniku budowy tamy Warragamba na rzece o tej samej nazwie, położonej 24 km w górę rzeki od miasta Penrith i 32 km na zachód od Sydney. Tama ma 137 metrów wysokości i 351 metrów długości. Jezioro jest głównym źródłem wody pitnej dla Sydney, pełni także funkcję elektrowni wodnej oraz zapobiega powodziom.